# Alix Lapri
Alexus Lapri Geier (Topeka, 6 novembre 1996) è un'attrice e cantante statunitense.

## Biografia
Lapri è nata il 6 novembre 1996 a Topeka, Kansas, si è trasferita ad Atlanta, Georgia. Ha preso lezioni di musica alla Williams Science and Fine Arts Magnet School. Lapri ha frequentato la Professional School of Acting di Nick Conti, dove è stata nominata migliore attrice.
Lapri aveva firmato ufficialmente con Crown World Entertainment. Dopo aver firmato, ha incontrato Jacob Latimore e sono diventati buoni amici da quando hanno firmato con la stessa compagnia.

## Filmografia

### Cinema
- Standing Up, regia di D.J. Caruso (2013)[6]
- Downsized, regia di Rhonda Baraka – Film TV (2017)[7]
- Nella tana dei lupi (Den of Thieves), regia di Christian Gudegast (2018)[8]

### Televisione
- Reed Between the Lines – serie TV, 3 episodi (2011)[9]
- Red Band Society – serie TV, episodio 1x04 (2014)[10]
- Power – serie TV, 4 episodi (2019)[11][12]
- Power Book II: Ghost – serie TV, 23 episodi (2020-presente)[13][14]